# Liste der Simultankirchen im Elsass

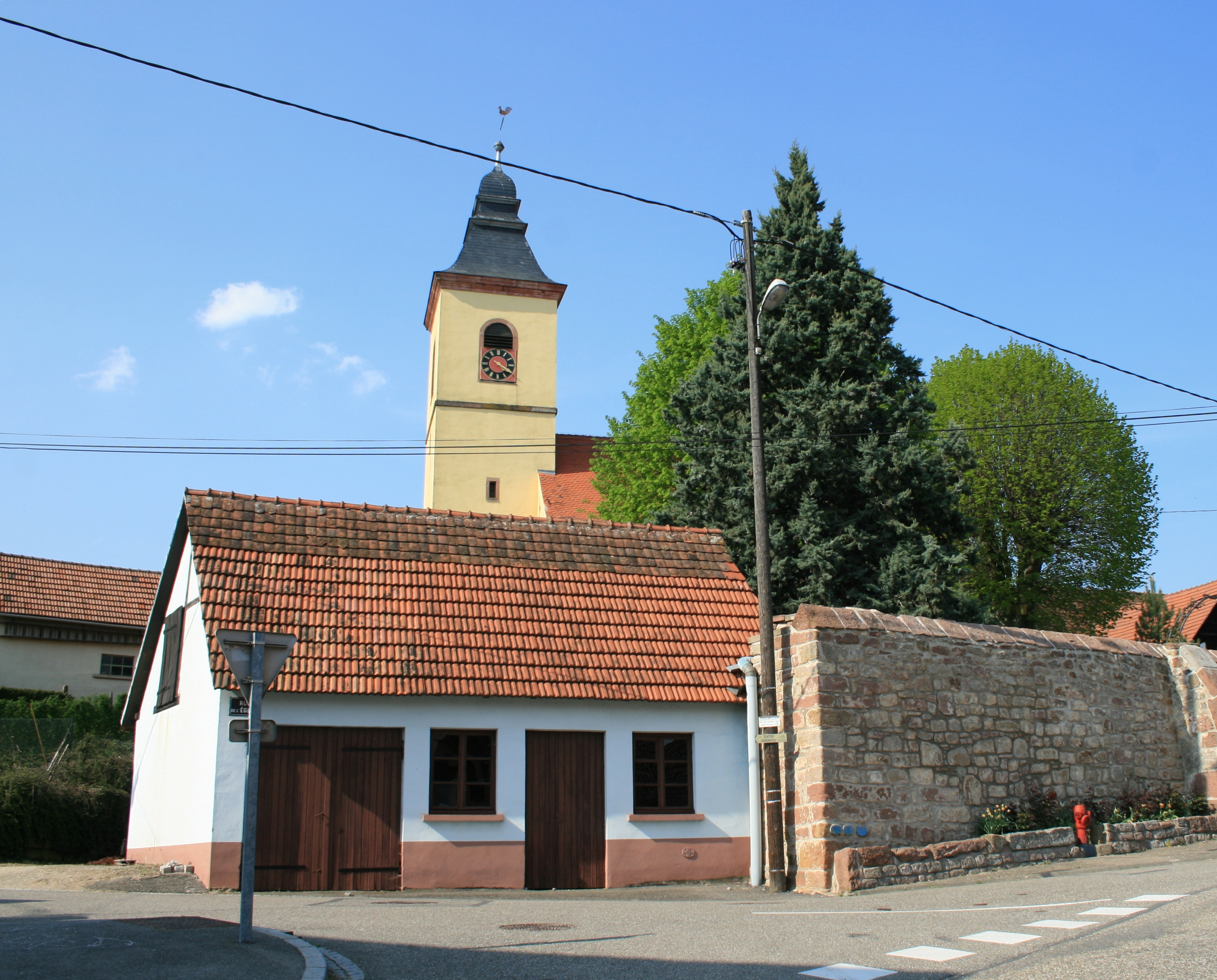
St. Georg, dreifache Simultankirche in Rott: römisch-katholisch, lutherisch und reformiert

Die Liste der Simultankirchen im Elsass enthält alle 50 noch bestehenden Simultankirchen im Elsass.

## Geschichte
Während der Reformation war der Elsass Bestandteil des Deutschen Reiches. Ein Großteil der dortigen Landesherren führte im Laufe des 16. Jahrhunderts in ihren Territorien die Reformation ein. Dazu zählten: Die Kurpfalz, das Herzogtum Württemberg, die Grafschaft Hanau-Lichtenberg, die Grafschaft Leiningen-Westerburg, die Grafschaft Nassau-Saarbrücken, die Grafschaft Saarwerden, die Herrschaft Assweiler, die Herrschaft Diemeringen, die Freiherrschaft Finstingen, die Herrschaft Fleckenstein, die Herrschaft Rappoltstein, die Herrschaft Schöneck, die Herrschaft Sickingen und weitere reichsritterschaftlichen Territorien, sowie die Städte Colmar, Hagenau, Mülhausen, Münster, Straßburg und Weißenburg. Dieses historische Gebiet des Elsass gehört heute zum Elsass und zu Lothringen und überwiegend zu den Départements Haute-Rhin und Bas-Rhin.
Im Zuge der 1679 begonnenen Reunionspolitik des römisch-katholischen Königs Ludwigs XIV. fiel ein großer Teil dieser Gebiete unter französische Oberhoheit. Teil dieser Politik war auch die Wiedereinführung der römisch-katholischen Konfession. Die Kirchengebäude wurden teils rekatholisiert, teils in Simultankirchen umgewandelt. Mit dem wirtschaftlichen Aufschwung und bei steigender Bevölkerungszahl wurde im 19. Jahrhundert eine Politik verfolgt, dort wo es möglich war, ein zweites Kirchengebäude zu errichten und die Konfessionen räumlich zu trennen. Gleichwohl blieben 50 Simultankirchen bis heute bestehen.

## Liste
- Appenwihr
- Bischwiller, Ortsteil Hanhoffen
- Bourgheim
- Dettwiller
- Dossenheim-sur-Zinsel
- Durrenentzen
- Ernolsheim-lès-Saverne
- Forstfeld
- Fortschwihr
- Goxwiller
- Griesbach
- Gunsbach
- Hattmatt
- Heiligenstein
- Hohwiller
- Hunawihr
- Imbsheim
- Kauffenheim
- Kolbsheim
- Kurtzenhouse
- La Petite-Pierre
- Lampertsloch
- Menchhoffen
- Mietesheim
- Morsbronn
- Muntzenheim
- Niederbetschdorf
- Niederroedern
- Niederseebach
- Olwisheim
- Pfulgriesheim
- Preuschdorf
- Reipertswiller
- Riedheim
- Rimsdorf
- Rott
- Rountzenheim
- Sarrewerden, Ortsteil Zollingen
- Schwabwiller
- Sainte-Marie-aux-Mines : Kirche St. Pierre-sur-Hâte
- Sundhoffen
- Sundhouse
- Uttenhoffen
- Volksberg
- Waltenheim
- Wangen
- Weinbourg
- Wihr-en-Plaine
- Wingen
- Wolschheim